# 플로리안 즈나니에츠키
플로리안 비톨드 즈나니에츠키 (1882년 1월 15일 – 1958년 3월 23일)는 폴란드와 미국에서 활동한 철학자이자 사회학자였다. 그는 연구를 하면서 철학에서 사회학으로 초점을 바꿨는데, 폴란드와 미국 사회학의 역사에서 주요 인물로 남아 있다. 그는 폴란드 학계 사회학의 창시자이자 사회학 사상학파이다.

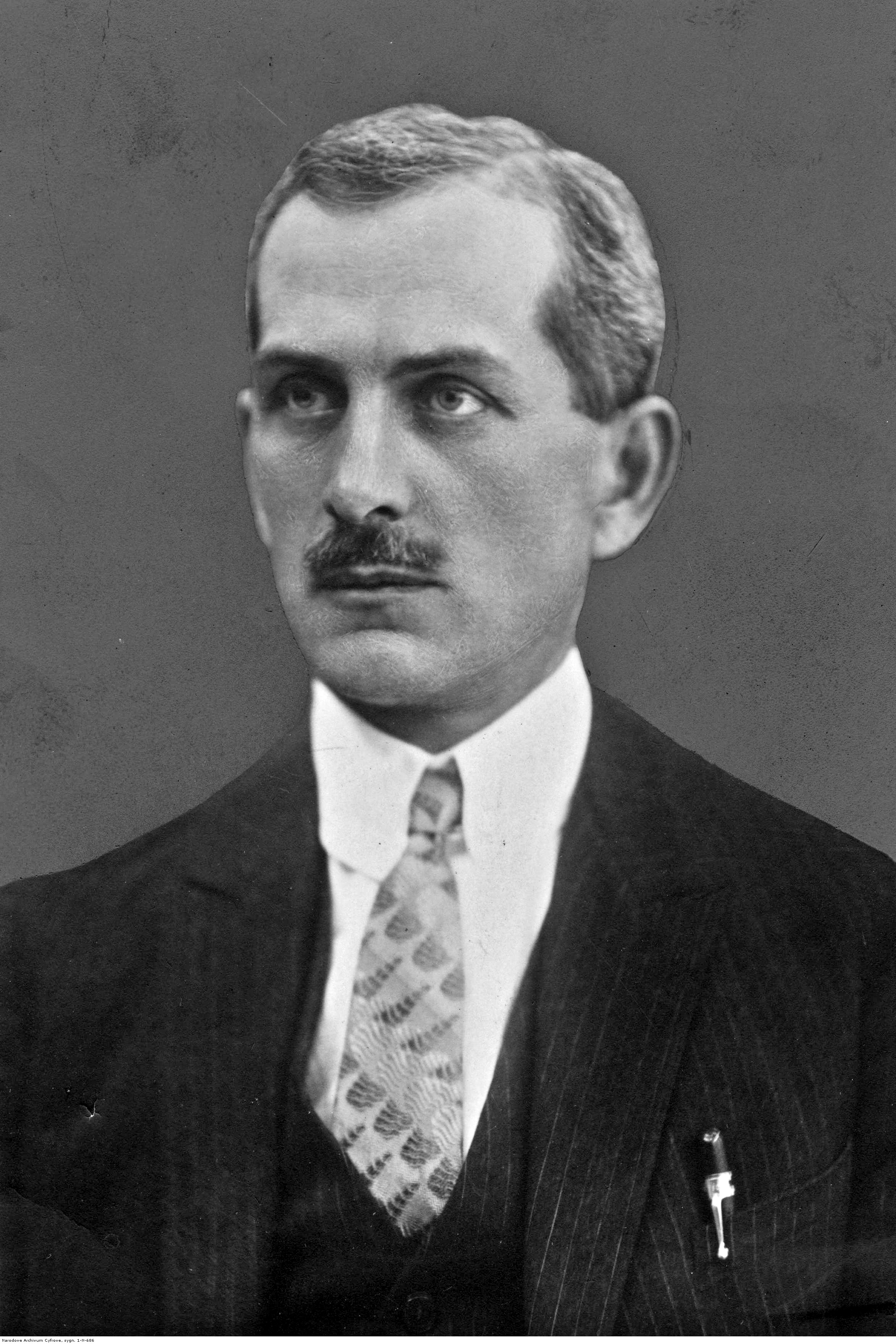
플로리안 즈나니에츠키

폴란드에서, 그는 1920년부터 1939년까지 일했던 아담 미키에비치 대학에 최초의 폴란드 사회학과를 설립했다. 미국에서의 그의 경력은 시카고 대학에서 시작해 콜롬비아 대학교로 계속됐다.

## 생애

### 아동 및 교육
플로리안 즈나니에츠키는 1882년 1월 15일, 러시아 제국이 통치하는 폴란드 의회에서 레온 즈나니에츠키와 아멜리아, 네 홀츠 사이에서 태어났으며, 이후 바르샤바와 체코와에서 중등학교를 다녔다. 중등학교 시절, 그는 역사, 문학 및 철학을 전공하는 지하 연구 그룹의 일원이었다. 그의 중등 학교 성적은 기껏해야 평균이었고, 그는 1년 동안 복학해야 했다. 이것은 주로 러시아 학교 프로그램에서 금지되었던 폴란드어 공부에 대한 그의 과외 관심 때문이었다. 젊었을 때, 그는 희곡 "Coops"를 포함한 시를 썼다. 그의 시, "프로메테우스에게"가 1900년 선집에 포함되었지만, 후세의 그도, 문학 비평가도 그의 시를 탁월하다고 평가하지 않았다.
1902년 바르샤바 황실대학에 입학했지만 러시아 정부의 학생권 축소 반대 시위에 가담하다 곧 퇴학당했다. 러시아 제국 군대에 징집될 위기에 처한 그는 이민을 택했고 1904년 초에 바르샤바를 떠나 스위스로 갔다.
그 기간 동안, 그는 프랑스어 문학 잡지인 니스 일러스트레에서 잠시 편집자로 일했고, 자신의 죽음을 조작했고, 알제리의 프랑스 외인 부대에서 잠시 복무했고, 벼룩시장에서, 농장에서, 여행 서커스에서, 스위스에 있는 폴란드 박물관에서 사서로 일했다.
스위스에서 그는 곧 대학 공부를 재개했고, 처음에는 제네바 대학에서, 그리고 그 후 취리히 대학에서, 그리고 마침내 프랑스 파리의 소르본으로 옮겨, 그곳에서 사회학자 에밀 뒤르켐의 강의를 들었다. 1909년, 상사인 프레데릭 라우가 사망한 후, 그는 폴란드로 돌아와 1910년, 크라쿠프에 있는 야기엘로니 대학에서 모리시 스트라스제스키라는 새로운 스승에게 박사 학위를 받았다.

### 초기 폴란드 경력
그 해에 그는 폴란드 심리학 협회에 가입했고, 그곳에서 그는 1913-1914년에 부회장이 되면서 다음 몇 년 동안 매우 활동적이 될 것이다. 당시 그의 초기 학문적 업적의 상당 부분은 철학으로 분류될 수 있었다. 1909년, 27세의 나이로, 그는 도덕니치 ("철학적 윤리와 도덕적 가치의 과학")를 처음으로 학술 논문 'Etyka filozoficzna inauka anauka'를 출판했다. 1년 후 그는 박사 논문과 논문 Mylirzeczzywistosc ("정신과 현실")을 바탕으로 자가드니에워토 필로조피(철학의 가치 질문)를 출판했다. 1912년에 그는 "휴머니즘과 지식"이라는 새로운 책과 논문을 출판했다. 1년 후, 그는 Henri Bergson의 창조적 진화에 대한 주석 번역본과 Znaczenie Rozwoju atawiata izwowieka("세계와 인간 개발의 의미")라는 논문을 발표했다. 1914년에 그의 논문, 포미이자디 2orrczo moralci moralnej ("도덕 창의력의 형태와 원리")와 자사다와즈글ędnościjako podstawa filozofii ("철학의 기초로서의 상대성의 원리")가 출판되었다. 폴란드어로 출판된 그의 작품은 폴란드 학계와 지식인들로부터 호평을 받았다.
과거의 정치적 행동 때문에, 그는 주요 대학에서 자리를 얻을 수 없었다. 1912년부터 1914년까지 그는 여성을 위한 고급 교육 과정(Wyssze Kursy Pedagogiczned la Kobiet)이라는 소설적 여성 고등 교육 기관에서 강의했다. 연구 기간 동안, 그는 폴란드 이민자들을 다루는 몇몇 유럽 기관들에서 일했다. 그는 1910-1914년에 일했던 바르샤바에 기반을 둔 에미그레 복지 협회 (Towarzy 2 Opiki and Wychodchami)에 참여함으로써 그의 경험을 쌓았다. 1911년까지 그는 협회의 이사이자 잡지인 Wychodca Polski (폴란드 에미그레) Znaniecki는 1914년 정부를 위해 500페이지 분량의 보고서 Wychod‐2 Sezonowe(계절 이주)를 작성하면서 폴란드 이주에 대한 전문가가 되었다.

### 토마스와의 협력
1년 전인 1913년 즈나니에츠키는 토마스를 만났다. 토마스는 미국 내 폴란드 이민자들에 대한 연구와 관련하여 폴란드에 온 미국인 사회학자다. 토마스와 즈나니에츠키는 협력을 시작했고 곧 토마스는 즈나니에츠키를 시카고로 초청하여 미국에서 계속 함께 일하게 했다. 제1차 세계대전 바로 전날인 1914년 7월 즈나니에츠키는 토마스와 연구 보조로 일하기 위해 폴란드를 떠났다. 1917년부터 1919년까지 즈나니에츠키는 시카고 대학에서 사회학을 강의하기도 했다.
그들의 작품은 사회학의 고전으로 여겨지는 유럽과 미국의 폴란드 농민 공동저자로 마무리되었다. 즈나니에츠키가 철학자에서 사회학자로의 전환을 이끈 것은 토마스와의 협업이었다. 즈나니에츠키는 1919년 중반 시카고 스캔들로 직장을 잃은 토마스에 이어 뉴욕으로 이사할 때까지 시카고에서 토마스와 함께 지냈다.
그 해 즈나니에츠키는 여전히 사회학적, 문화적 현실보다는 철학적인 새로운 책을 출판했다. 영어로 출판된 그것은 그의 철학 사상의 총체였다. 뉴욕에서 토마스 및 즈나니에츠키는 카네기 주식회사를 위해 이민자 미국화 과정에 대한 연구를 진행했다.

### 건국 폴란드 사회학
폴란드는 1918년 제1차 세계대전 이후 독립을 되찾았다. 1919년 즈나니에츠키는 새로 설립된 종교 교육부에 연락하여 폴란드 대학의 강좌를 얻는 것을 도울 수 있다면 폴란드로 돌아가겠다고 제안했다. 그는 새로운 사회학 연구소를 설립할 것을 제안했지만, 관료주의와 의사소통 지연으로 그 아이디어는 보류되었고, 그는 포즈나에 있는 새로 조직된 아담 미키에비치 대학에서 철학 교수직을 제안 받았다.
1920년 즈나니에츠키는 새로 설립된 폴란드 제2공화국으로 돌아왔고 포즈나 대학에서 곧 폴란드의 첫 사회학 강좌가 되었다. 그는 학과 이름을 "제3철학과"에서 "사회문화철학과"로 바꾸고, 자신의 강좌를 위해 같은 일을 하고, 사회학 신학교를 설립함으로써 이를 성취했다. 같은 해에 그는 유럽에서 다섯 번째로 오래된 사회학 연구소인 폴란드 사회학 연구소(Polski Instut Socjologicalzny)도 설립했다.
1927년에 그의 학과는 공식적으로 "사회학부"로 이름이 바뀌었고, 1930년에 그 학과는 사회학 학위를 발급할 수 있는 허가를 받았다. 1930년 폴란드 사회학 연구소는 1930년부터 1939년까지 즈나니에츠키(Znaniecki) 주필과 함께 최초의 폴란드 사회학 잡지 Przegldd Socjologicalzny(사회학 리뷰)를 발행하기 시작했다. 그 해에 그 연구소는 폴란드의 첫 학술 사회학자 회의를 조직했다. 즈나니에츠키는 수많은 구성 요소를 만든 사람으로서 폴란드 사회학의 아버지 중 한 명으로 간주된다.

### 후기 미국 경력
미국 사회학자들과 접촉을 유지하며, 즈나니에츠키는 1932-34년 뉴욕 컬럼비아 대학에서 초빙 교수로 그리고 1939년 여름 동안 강연했다. 그 해 여름, 독일의 폴란드 침공과 제2차 세계 대전의 시작으로 그는 폴란드로의 귀환을 막았다. 그는 이미 폴란드로 가는 배에 타고 있었는데 영국에서 그의 여행이 중단되었다. 그는 여전히 아내와 딸이 머물렀던 폴란드로 돌아가는 것을 잠시 고려했지만, 폴란드 점령에 직면하여 1940년에 미국으로 돌아왔다. 그의 아내와 딸은 나치 강제 수용소에 잠시 수감된 후 그와 함께 했다.
미국 동료들의 도움으로 즈나니에츠키는 1940년 중반까지 콜롬비아 대학의 임명을 연장받았다. 그 후 그는 일리노이 대학교 Urbana-Champaign으로 옮겼고 1942년에 미국 시민권을 취득하여 방문에서 일반 교수로 자리를 옮길 수 있게 되었다. 그는 (포즈난 대학의 교수직 제의에도 불구하고) 제2차 세계 대전 후 세워진 공산주의 인민 공화국으로 돌아가지 않기로 결심하고 은퇴할 때까지 일리노이 대학에서 가르쳤다. 1950년에 그는 은퇴하여 명예교수가 되었다.
그는 미국 사회학 협회의 44대 회장이었다. 그의 대통령 연설 "현대사회학의 기본 문제"는 1954년 9월 8일 협회 연례 회의에서 발표되었으며 이후 미국 사회학 리뷰에 실렸다.
그는 1958년 3월 23일 일리노이주 샴페인에서 사망했다. 사인은 동맥경화증이었다. 그의 장례식은 3월 26일에 거행되었으며, 그는 Roselawn Champaign 묘지에 안장되었다.

## 학문

### 경험사회학
경험적 사회학에 대한 즈나니에츠키의 공헌은 윌리엄 토마스와의 협력 이후 시작되었고, 그 영향을 받았다. 그가 토마스와 함께 쓴 다섯 권짜리 작품인 유럽과 미국의 폴란드 농민 (1918–1920)은 경험적 사회학의 고전으로 여겨지고 있다. 이 문서는 개인 문서를 기반으로 미국으로 이주하는 폴란드 이민자들을 대상으로 한 연구다. 이 작품은 미국으로 온 새로운 이민자들이 어떻게 "미국이 되는가"에 대한 획기적인 미국화 연구가 됐다.
이 일은 경험적인 사회학에 대한 즈나니에츠키의 가장 가치 있는 공헌을 나타낸다. 그의 다른 작품 대부분은 이론에 초점을 맞췄다.

### 사회학: 이론과 정의
즈나니에츠키 사회학 이론의 핵심 요소는 사회학을 바라보는 관점, 그리고 일반적으로는 자연과학과는 다른 과학 분야라는 것이다. 즈나니에츠키는 사회학을 사회적 행동의 연구로 정의한다. 그가 권장한 방법론은 분석 유도: 전형적인 사례 연구의 분석 및 이들의 일반화였다.
즈나니에츠키의 이론들은 사회학의 작용 이론의 주요 부분을 형성하며, 그의 연구는 인문사회학의 기초의 주요 부분이다. 즈나니에츠키의 이론과 연계된 또 다른 용어는 "체계사회학"(sociologia systematycna)이다. 그는 경험적 사회학과 보다 이론적인 접근법 사이의 차이를 메울 수 있는 위대한 사회학 이론을 창조하려고 했다.
즈나니에츠키는 사회학의 광범위한 정의를 사회의 연구라고 비판했다. 즈나니에츠키의 문화주의적 관점에서 사회학은 문화를 연구하는 학문이다. 사회학의 정의는 "인본주의 계수의 사용을 통해 가치 패턴과 행동 규범에 기초한 사회적 상호작용 시스템을 연구하는 기능을 가진 문화 과학" 또는 보다 간단히 말해서 "인간 간의 체계적이고 상호의존적인 상호작용의 조사"로 설명된다." 사회학은 사회적 관계나 상호작용에 초점을 맞췄다.
즈나니에츠키는 문화를 자연과 별개인 동시에 개인의 인식과도 다른 분야로 보았다. 문화의 본질은 사회적으로 구성된 물체이다. 그는 편지, 자서전, 일기 등과 같은 개인 문서를 분석하기 시작한 최초의 사회학자 중 한 명이다. 그는 그러한 문서의 분석을 인문학적 계수 방법의 중요한 부분으로 간주했다.

### 4대 사회제도
즈나니에츠키에 따르면, 사회학은 네 가지의 역동적인 사회 시스템에 대한 연구로 나누어질 수 있다: 사회적 행동 이론, 사회적 관계 이론, 사회적 행위자 이론, 그리고 사회적 집단 이론. 그는 사회적 행동이 사회의 기초라고 보았고, 이 이론을 다른 모든 것의 기초라고 보았다. 막스 베버와 달리, 그는 모든 것이 사회적 행동으로 축소될 수 있다고 믿지 않았다. 그는 또한 그가 낮게 평가했던 심리학에서 나온 통찰력에 대해 상당히 회의적이었다.

점점 더 복잡해지는 네 가지 주요 형태의 협력적 상호작용, 즉 네 가지 사회 시스템은 다음과 같다.
1. 사회적 작용(폴란드어로 "czy spowzne" 또는 "czynnochi spowzne"): 가장 기본적인 유형의 사회적 사실
2. 사회적 관계(폴란드어로 "tosunki prowzne"): 이러한 관계에는 최소 2명과 상호 의무가 필요하다. 사회적 관계에 대한 연구는 사회적 행동을 규제하는 규범에 대한 연구다. 3. 사회적 인격 (폴란드어로 "오소비 스포우즈네" 또는 "오소보우치 스포우즈네"로 표현): 개인이 가진 다양한 사회적 역할에서 나타나는 결합된 그림

4. 사회 집단 (폴란드어로 "grouppa spowzna") : 일부에 의해 분리된 개체로 인식되는 모든 집단. 즈나니에츠키는 사회를 집단의 집단으로 보았지만 사회학자가 초점을 맞춰야 하는 분야로서 우위에 있다고 부인했다. (동시에 대부분의 사회학자들이 이것에 대해 차이를 인식)
위에서 설명한 4개 부문은 1934년 그의 저서 사회학 방법에 등장했다. 1958년까지 그는 분할을 개혁했고 사회적 관계, 사회적 역할, 사회적 그룹, 그리고 사회 대신 연설했다.

### 문화사회학
즈나니에츠키는 분석 중인 경험에 대한 참가자들의 인식을 강조하는 데이터 분석을 통해 사회 연구 방법을 위해 "인문 계수"라는 용어를 만들었다. 인본주의 계수는 모든 사회적 사실을 사회적 행위자에 의해 창조되고 그들의 관점에서만 이해할 수 있는 것으로 본다. 따라서 사회학자는 (객관적으로) 독립적인 관찰자가 아니라 다른 사람이 세상을 어떻게 보는지를 이해함으로써 현실을 연구해야 한다. 즉, 과학자는 피험자의 세계를 이해할 필요가 있다. 어떤 이들은 주관주의에 너무 가깝다고 비판했지만, 즈나니에츠키 자신은 그것을 반주관주의로 보았다. 그는 비록 아무도 그들의 존재를 인식하지 못하더라도 문화 시스템과 같은 사회적 사실이 존재할 수 있다고 보았다. 또한 개인적이고 주관적인 관찰에서 도출되는 가치에 대해 회의적이며, 그러한 관찰은 객관적으로 설명할 수 있는 경우에만 가치가 있다고 주장했다. 그는 자연과학과 사회과학의 차이는 객관적 경험과 주관적 경험의 차이에 있는 것이 아니라 연구 중인 주제에 있다고 주장했다. 즈나니에츠키에 대해서는 자연과학이 사물을 연구했고 사회과학은 문화적 가치를 연구했다.
즈나니에츠키는 세계를 두 가지 반대되는 반성 모드인 이상주의와 현실주의 안에 갇힌 것으로 특징 지었다. 그는 세 번째 방법을 제안했고, 이를 "문화주의"라고 불렀다. 그의 문화주의는 현대 반부정주의자와 반자연주의 사회학의 기초 사상 중 하나였다. "문화주의"라는 용어는 그의 책, 문화 현실 (1919)에서 영어로 소개되었고 폴란드어로 번역됐다. 이전에 즈나니에츠키는 폴란드어로 "인본주의"라는 개념을 논의했다.

## 저서
즈나니에츠키가 출판한 작품의 대략 절반은 영어로 되어 있고 나머지는 폴란드어로 되어 있다.
영어:
- 유럽과 미국의 폴란드 농민 (윌리엄 1세와 함께) 토마스, 5권, 1918~1920).
- "상대성과 철학적 절대주의의 원리", 철학 리뷰, 24권 2호, 페이지 150–164.
- 문화 현실, 시카고, 1919년
- 크리스토퍼 카스파레크가 번역한 "지식과학의 주제와 과제", 1923년 보단 발텐노비치, 도르트레흐트가 편집한 폴란드 과학에 대한 공헌. 레이델 출판사, 1982, ISBN 978-01-03607-2, 페이지 1-81. (즈나니에츠키는 과학 자체를 연구하는 새로운 경험 기반 과학의 설립을 제안하며, 그는 이를 "지식의 과학"이라고 칭한다다; 즈나니에츠키의 제안된 메타 과학은 그 이후 "과학, 과학"을 포함한 다양한 다른 이름으로 불려 왔다. 과학, 그리고 "물리학").
- 1926년 바르샤바 사회심리의 법칙
- 사회학 방법, 뉴욕, 1934.
- 1936년 뉴욕 소셜 액션스
- 지식인의 사회적 역할, 뉴욕, 1940년.
- 문화과학: 그들의 기원과 개발, 어바나, 1952년
- 근대국적, 어바나, 1952년
- 사회적 관계 및 사회적 역할: 미완성 체계사회학, 샌프란시스코, 1965
- 인문사회학 (R에 의해 편집된 작품들의 선집) 비에르스테트, 시카고, 1969년
- 대학생의 사회적 역할, 포즈나, 1994.

폴란드어:
- 자가드니에는 1910년 바르샤바에서 필로조피와 싸웠다.
- 휴머니즘과 지식, 바르샤바, 1912년.
- 우파데크 시윌리차지 자코드니지: 스즈키치 포그라니차 필로조피키컬투리소콜로지(서양문명의 쇠퇴: 문화철학과 사회학의 접점에서 본 스케치, 포즈나, 1921.
- Wstup do socjologii, 포즈나, 1922.
- "Przedmiotizadania nauki owidzy", 나우카 폴스카 (폴. IV(1923년), 1위 (영어 번역: "지식과학의 주제와 과제", Christopher Kasparek에 의해 번역됨, 폴란드의 과학 공헌, D. D. D.D.의 보단 왈텐노비츠에 의해 편집됨. 레이델 출판사, 1982년, ISBN 978-83-01-03607-2, 페이지 1–81)
- Socjologia wychowania , 바르샤바 (vol. I: 1928; vol. 1930년)
- Miastow świadomocici jebyobywateli, 포즈나, 1931년.
- 루지테라찌아 시윌리자차 프리즈즈워치, 루지테라찌아, 1934년.